# Uloborus planipedius
Uloborus planipedius är en spindelart som beskrevs av Simon 1896. Uloborus planipedius ingår i släktet Uloborus och familjen krusnätsspindlar. Inga underarter finns listade i Catalogue of Life.